# Генерал-директор 2-го рангу

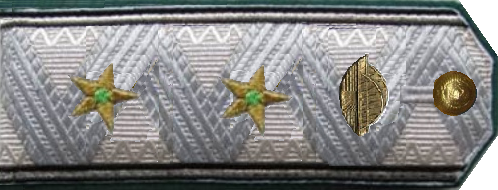
Погон генерал-директора шляху та будівництва 2-го рангу (1943-54)

Генерал-директор 2-го рангу (лат. generalis — «загальний», «спільний»; і від лат. dirigo, фр. directeur «спрямовую, керую») .— «здібність», «винахідливість»; і лат. major, — «старший») — персональне звання вищого начальницького складу в Народному комісаріаті шляхів сполучення в 1943–1954. 
Генерал-директор 2-го рангу був вище за рангом, ніж генерал-директор 3-го рангу і нижче за генерал-директора 1-го рангу.

## Історія
Наказом № 711Ц від 13 вересня 1943 року для працівників залізничного транспорту (НКШС) введено персональні звання. Працівників було поділено на склади: рядовий, молодший, середній, старший та вищий начальницький. 
До звання додавалося уточнення згідно зі спеціальністю працівника: руху, тяги, шляхів та будівництва, зв'язку та адміністративної служби.
12 червня 1954 року було видано Указ Президії Верховної Ради СРСР «Про скасування персональних звань і відзнак для працівників цивільних міністерств і відомств». 

## Знаки розрізнення
Погони вищого начальницького складу зі срібним «генеральським зигзагом». Ґудзики у верхній частині погона золочені з гербом СРСР. Для позначення служби, до якої відносився працівник, у верхній частині погона розміщувалася металева оксидована емблема. Звання позначалося на погонах п'ятипроменевими 20 мм зірочками (від одної до чотирьох). Генерал-директор 2-го рангу мав на погонах по дві зірочці.